# Maršov (Uherský Brod)
Maršov je malá vesnice, část města Uherský Brod v okrese Uherské Hradiště v Prakšické pahorkatině. Nachází se asi 5,5 km na sever od Uherského Brodu. Je zde evidováno 33 adres. Trvale zde žije 33 obyvatel.
Maršov leží v katastrálním území Maršov u Uherského Brodu o rozloze 2,23 km2.
Ve vesnici se slaví Bartolomějské hody.
Až do svých 14 let zde žila česká snowboardistka Šárka Pančochová.

## Historie
První zmínka o obci pochází z roku 1368 (jiné zdroje mluví o roku 1611). Vesnice byla postižena několika sesuvy půdy, první roku 1911, poté roku 1965 a nejhorší roku 1966, kdy se hnuly i domy. V době sesuvu bylo ve vesnici 23 domů a 106 obyvatel. Roku 1967 bylo v nedalekém Uherském Brodě zbudováno několik domů a obyvatelé ohrožovaní dalšími sesuvy dostali příkaz k přestěhování. Následkem hromadného přestěhování je dnes v obci množství opuštěných a zchátralých budov.
Bývalá škola byla roku 2007 rekonstruována a následně 22. srpna 2008 v ní bylo otevřeno Středisko environmentálního vzdělávání Maršov.

## Pamětihodnosti
- Špýchary usedlostí čp. 5 a 6
- Zvonice svatého Bartoloměje (Maršovská zvonička)
- Maršovská naučná stezka

## Fotogalerie

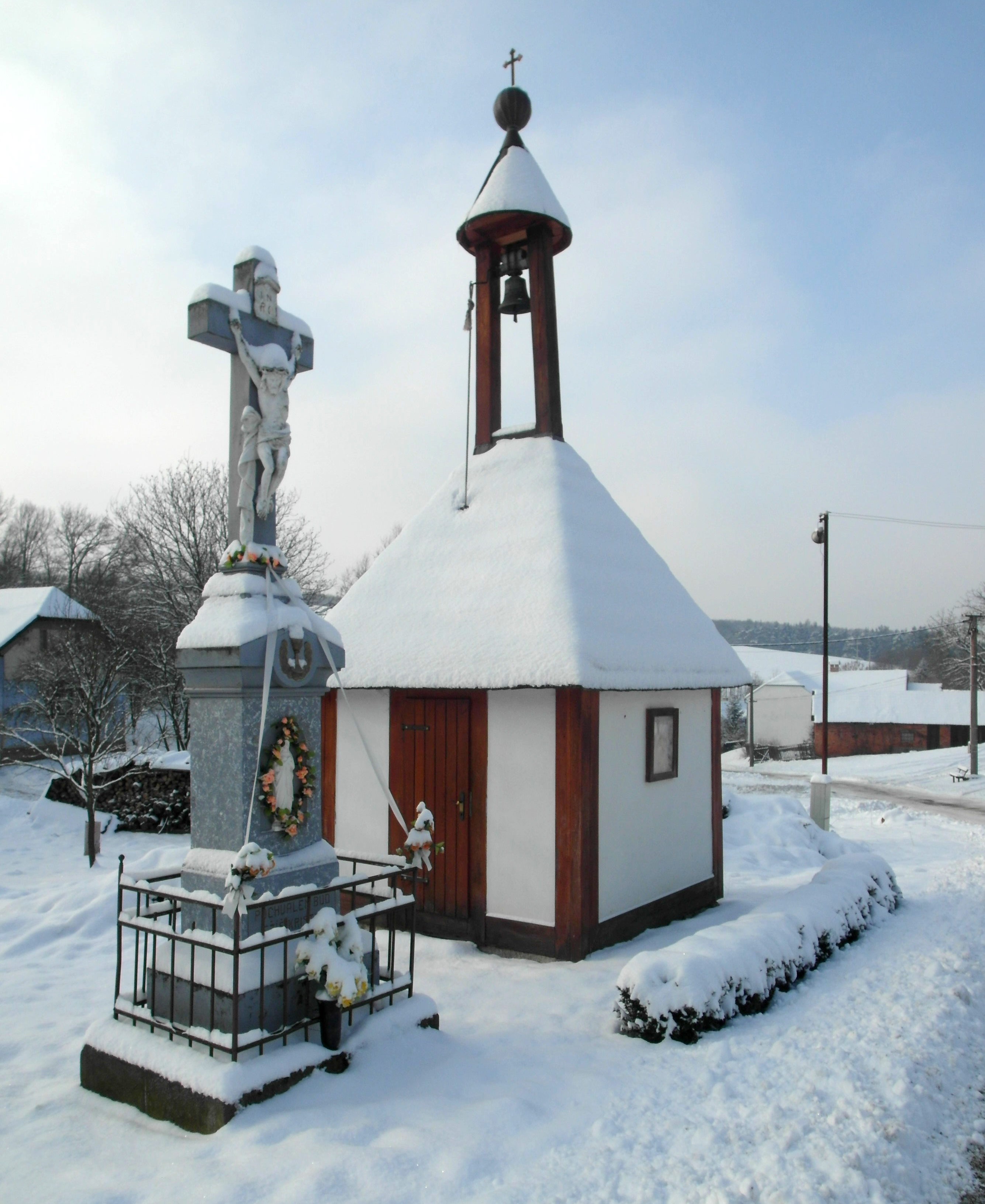
Zvonice původně z roku 1834, obnovena 2002
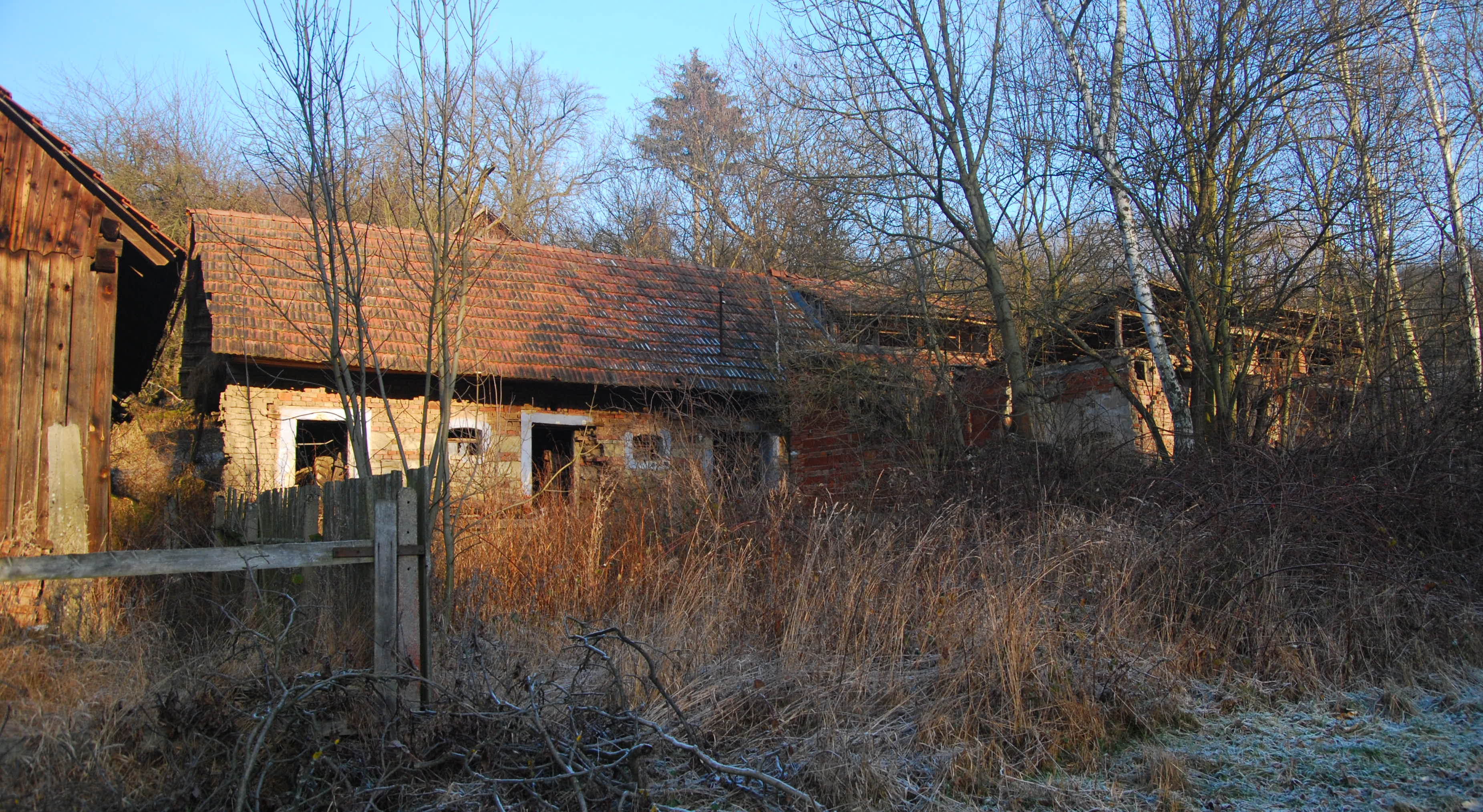
Opuštěný dům
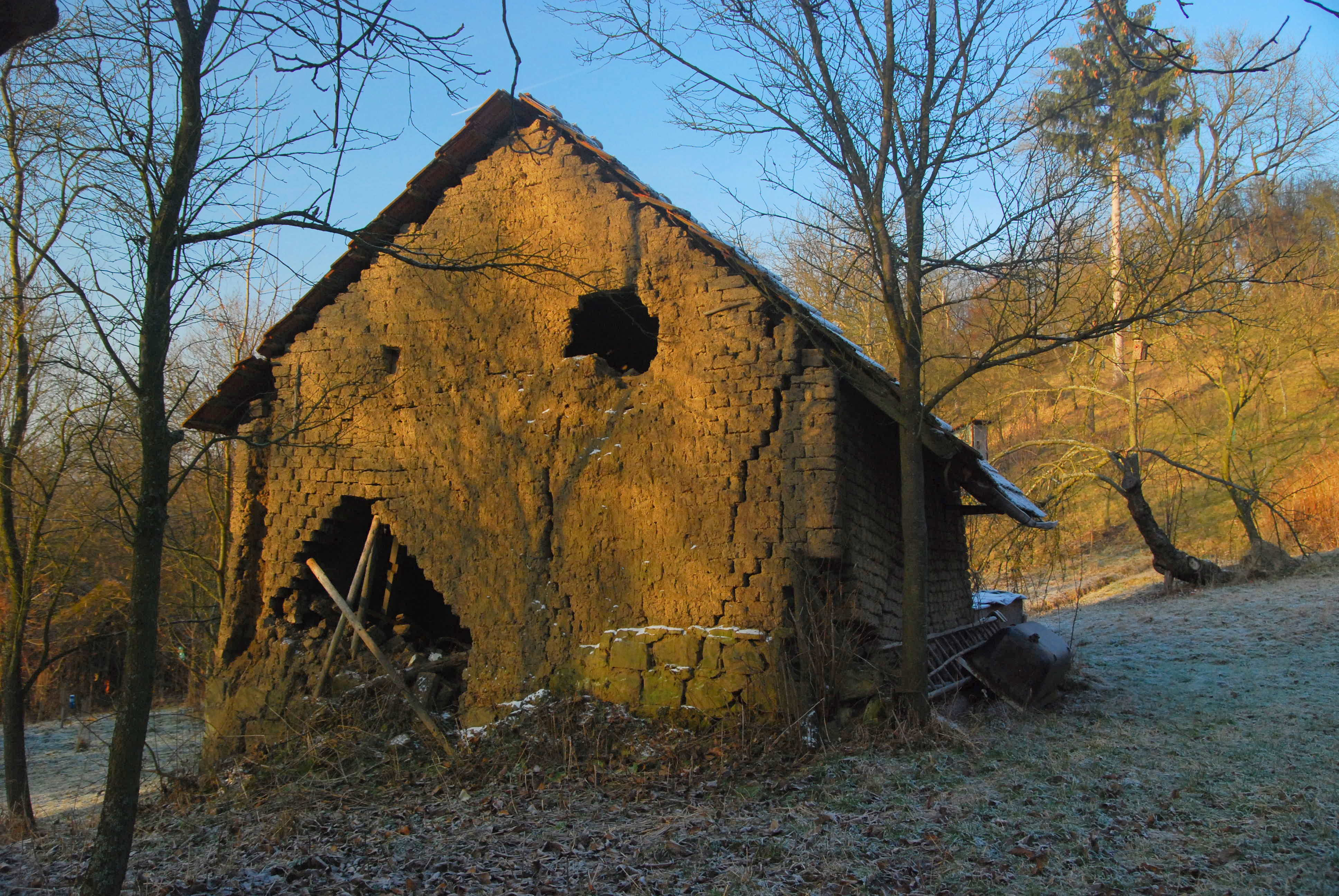
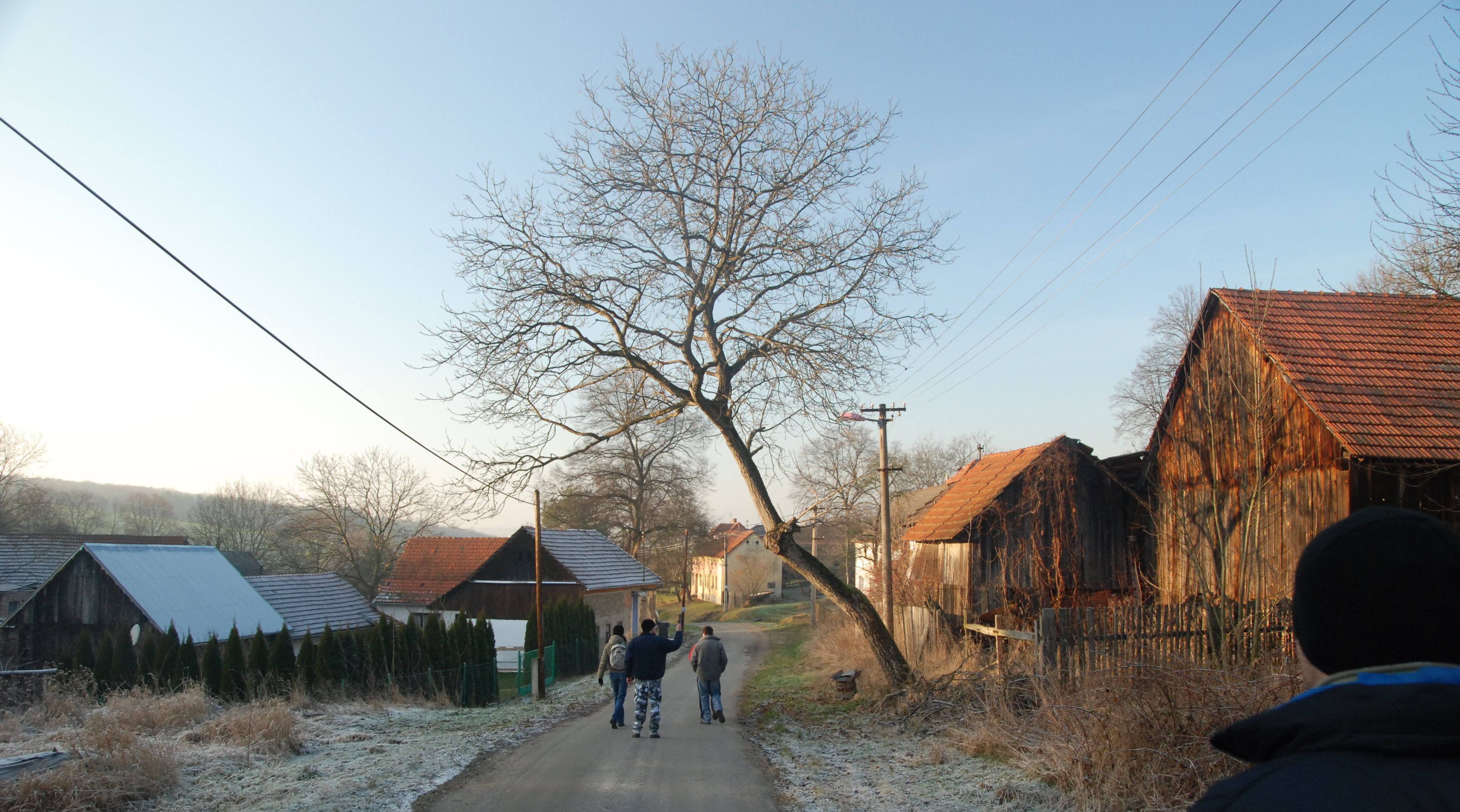
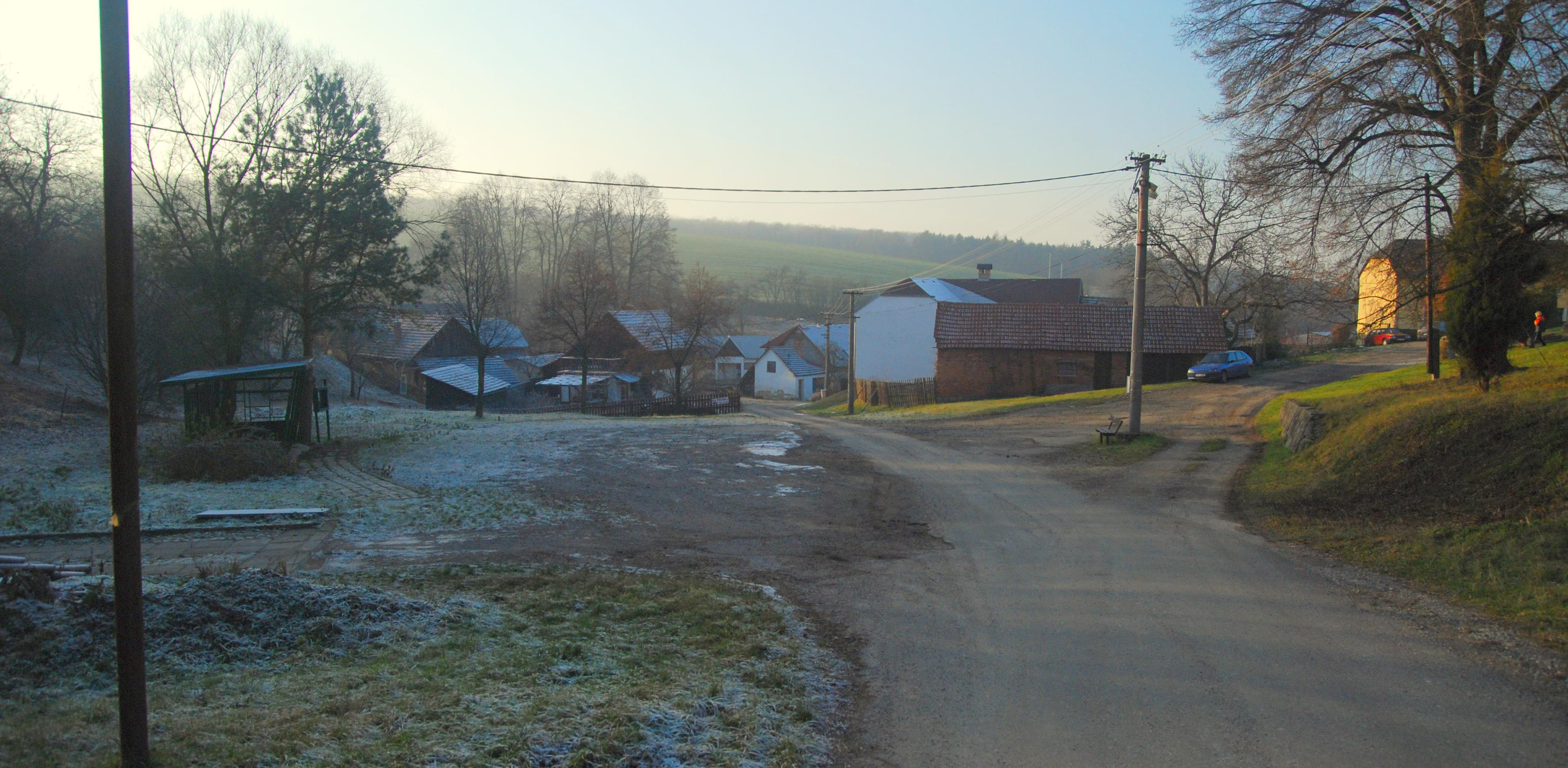
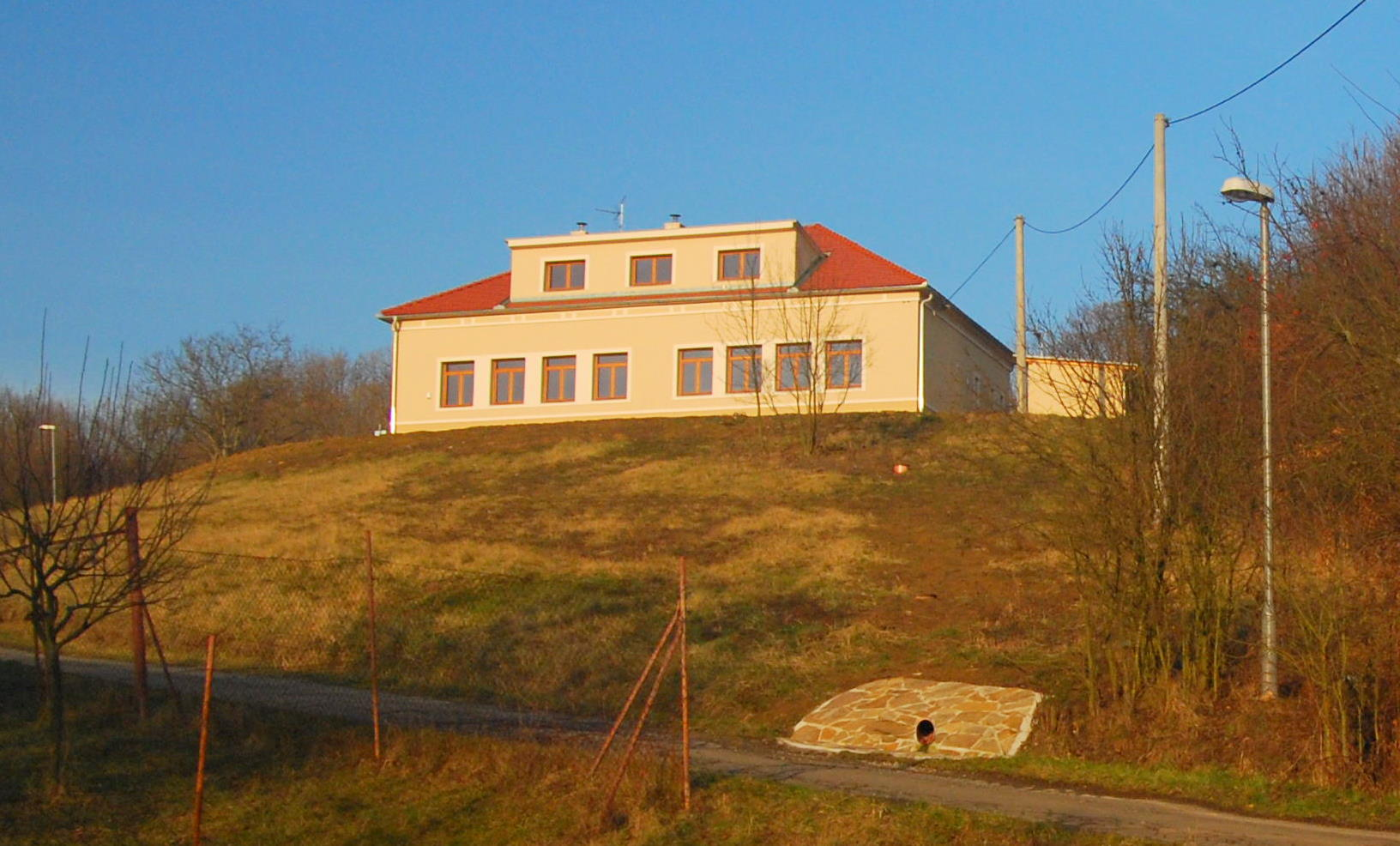
Bývalá škola
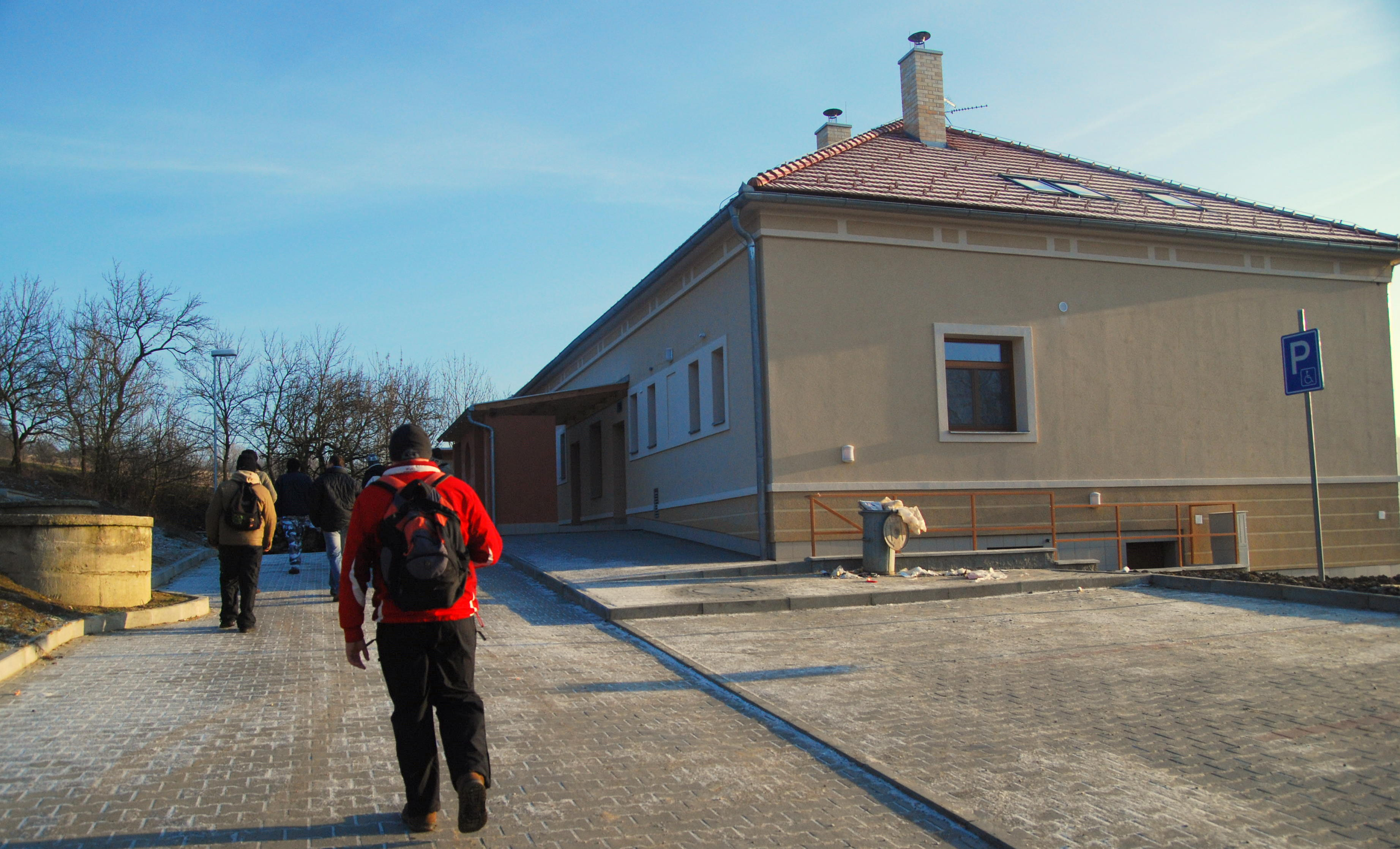
Bývalá škola z boku